# 嘉善県
嘉善県（かぜん-けん）は中華人民共和国浙江省に位置する省直轄の県であり、しばらく嘉興市に代理管轄されている。

## 地理
- 東辺を上海市と接する。
- 北辺を江蘇省と接する。

## 歴史
- 1961年4月9日 - 嘉善県再設置。

## 行政区分
- 街道：魏塘街道、羅星街道、恵民街道
- 鎮：大雲鎮、西塘鎮、干窯鎮、陶荘鎮、姚荘鎮、天凝鎮

## 交通
- 鉄道
  - 滬杭線
  - 滬杭都市間鉄道
  - 通苏嘉甬铁路

- 高速道路
  - 滬杭高速道路

## 観光地
- 西塘鎮 - ミッション:インポッシブル3のロケ地。
- 呉鎮記念館

## 出身者
- 呉鎮